# Musée des impressionnismes Giverny
Musée des impressionnismes Giverny (Muzeum Impresjonizmów w Giverny) – muzeum sztuki położone w Giverny, poświęcone historii impresjonizmu i jego wpływowi na późniejsze kierunki w malarstwie, a także historii impresjonizmu w Giverny i w dolinie Sekwany. Liczna mnoga w nazwie francuskiej (impressionnismes) wskazuje na wielość i różnorodność tendencji w ramach tego kierunku. 

## Historia
W 1992 roku amerykański przedsiębiorca i kolekcjoner sztuki Daniel J. Terra założył w Giverny Muzeum Sztuki Amerykańskiej (Musée d'Art américain Giverny). W Giverny, normandzkiej wiosce nad Sekwaną, przez cztery dziesięciolecia mieszkał i malował aż do swej śmierci w 1926 roku Claude Monet. Kolekcja obrazów muzeum obejmuje głównie te namalowane przez amerykańskich impresjonistów. Terra kolekcjonował, między innymi, obrazy tych amerykańskich impresjonistów, którzy podziwiali Moneta i przybywali do Giverny w czasie, kiedy on już tu mieszkał. Kolekcjonowaniem dzieł sztuki Terra zainteresował się pod wpływem swej pierwszej żony, Adeline Evans Richards.
Założenie Muzeum Sztuki Amerykańskiej i jego działalność ww ciągu szesnastu lat stała się impulsem do wielu wystaw, publikacji, konferencji, wykładów i wizyt historyków sztuki i artystów poświęconych sztuce amerykańskiej. W 2009 roku została podpisana umowa partnerska pomiędzy Terra Foundation for American Art, Conseil général de l'Eure, Conseil régional de Haute-Normandie, Conseil général de la Seine-Maritime, Communauté d’Agglomération des Portes de l’Eure, Municipality of Vernon oraz Musée d'Orsay mająca na celu utworzenie muzeum impresjonizmu (Musee des impressionnismes Giverny), które miało zastąpić dotychczasowe muzeum sztuki amerykańskiej w Giverny. Muzeum jest poświęcona historii impresjonizmu i jego następstwom, w tym jego oddziaływaniu w drugiej połowie XX wieku. Terra Foundation jest obecna w zarządzie muzeum, nadal wypożycza mu dzieła sztuki, organizuje wystawy poświęcone sztuce amerykańskiej oraz wspomaga jego rozwój poprzez udzielanie dotacji. Wsparcia naukowego muzeum udziela natomiast Musée d'Orsay.

### Impresjonizmy w nazwie muzeum
Liczna mnoga w nazwie francuskiej (impressionnismes) wskazuje na wielość i różnorodność tendencji w ramach tego kierunku, jego znaczenie i oddziaływanie na sztukę współczesną.

## Budynek
Budynek muzeum, zaprojektowany w 1992 roku przez Philippe'a Roberta oraz firmę Reichen et Robert & Asocciés, nawiązuje do lokalnego krajobrazu doliny nad Sekwaną, z takim elementami jak pola, kępy drzew, sady, tarasy, klomby i żywopłoty. Architekci opracowali plan nie naruszający rzeźby terenu, ale wykorzystujący jego charakter. Starali się stworzyć niepowtarzalny klimat ułatwiający zrozumienie sztuki. Zamierzony cel osiągnęli poprzez zestawienie subtelnych kolorów i materiałów, kontrastu światła i cienia oraz stworzenie wolnego dostępu pomiędzy wnętrzem a zewnętrzem budynku; rezultat jest ich hołdem dla naturalnego otoczenia, tak drogiego sercom impresjonistów. Budynek, zwieńczony dachem pokrytym wrzosem, wkomponowany jest w naturalny spadek terenu. Z jego wnętrza rozciąga się widok ku północy, w kierunku wzgórz Giverny. Wnętrze jest zorganizowane wokół dużej i dobrze oświetlonej sali. Po lewej stronie są trzy galerie wystawowe, usytuowane na różnych poziomach, zgodnie ze spadkiem terenu. Po prawej stronie, na parterze znajduje restauracja z dużym tarasem, a poniżej audytorium na 200 miejsc, wykorzystywane do prelekcji i koncertów, dostępne z foyer położonego bezpośrednio w głównym holu. Naturalnie przecinające obszary i łatwość przemieszczania się pomiędzy pozwalają w pełni skoncentrować się na sztuce. Ogrody są podzielone na mniejsze jednostki, ograniczone żywopłotami, urządzone indywidualnie, posiadające własną harmonię barw i kształtów.

## Zbiory

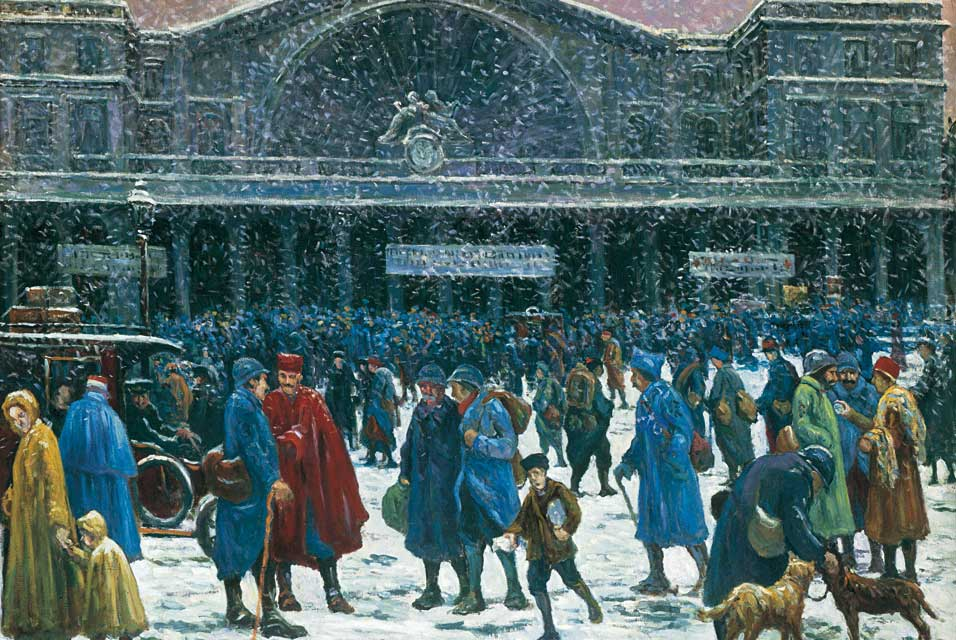
Maximilien Luce, Dworzec La Gare de l'Est w śniegu, 1917

Misją muzeum jest ukazanie wpływu Claude'a Moneta na współczesnych mu oraz późniejszych artystów, w tym na artystów amerykańskich tworzących w Giverny kolonię artystyczną. Misja realizowana jest dzięki stałej wystawie Autour de Claude Monet oraz wystawowym czasowym. Dzieła sztuki muzeum gromadzi dzięki darowiznom i zakupom własnym. Niewielka kolekcja jest ściśle związaną z misją muzeum i hojnie wspierana przez jego darczyńców. Po zorganizowanej w 2010 roku wystawie „Maximilien Luce, Neo-Impressionist. A Retrospective” Dominique Ledebt, którego rodzina była związana z rodziną Luce'a w Rolleboise, ofiarowała dla muzeum dwa ważne dzieła tego malarza. W ślad za nim kilku artystów, jak japoński malarz Hiramatsu Reiji oraz francuscy fotografowie Olivier Mériel i Bernard Plossu również przekazało własne dzieła na rzecz muzeum. Dwa inne obrazy Claude'a Moneta przekazali jego potomkowie. Te pierwsze nabytki eksponowane są w pokoju Autour de Monet, w którym znajdują się też obrazy wypożyczone przez Musée d'Orsay i Terra Foundation. Muzeum ze swej strony zakupiło szereg prac, związanych na ogół z jego programem wystawienniczym, jak rysunek Claude'a Moneta i Marthe Bonnard, wykonany przez Bonnarda w jadalni w Giverny, obrazy Maurice'a Denisa i fotografie Oliviera Mériela i Bernarda Plossu.